# Puhja
Puhja è un comune rurale dell'Estonia meridionale, nella contea di Tartumaa. Il centro amministrativo è l'omonimo borgo (in estone alevik).

## Località
Oltre al capoluogo, il comune comprende un altro borgo, Ulila, e 17 località (in estone küla):
Härjanurme - Järvaküla - Kaimi - Kureküla - Mäeselja - Mõisanurme - Nasja - Palupõhja - Poriküla - Rämsi - Ridaküla - Saare - Tännassilma - Teilma - Vihavu - Võllinge - Võsivere